# Воля-Овадовська
Воля-Овадовська (пол. Wola Owadowska) — село в Польщі, у гміні Ястшембія Радомського повіту Мазовецького воєводства.
Населення — 252 особи (2011).
У 1975-1998 роках село належало до Радомського воєводства.

## Демографія
Демографічна структура станом на 31 березня 2011 року:
|          | Загалом | Допрацездатний вік | Працездатний вік | Постпрацездатний вік |
| -------- | ------- | ------------------ | ---------------- | -------------------- |
| Чоловіки | 131     | 28                 | 88               | 15                   |
| Жінки    | 121     | 21                 | 74               | 26                   |
| Разом    | 252     | 49                 | 162              | 41                   |